# ИнтернетУрок
ИнтернетУрок (также InternetUrok) — российская платформа для школьного онлайн-образования, библиотека видеоуроков по основным предметам школьной программы, частная онлайн-школа с 1 по 11 классы. Основана в 2009 году.

## Описание
Компания, создавшая портал ИнтернетУрок, была основана в 2009 году и с 2019 года является резидентом Инновационного центра «Сколково». В 2021 году библиотека портала насчитывает более 5000 видеоуроков. Видеоуроки снабжены анимацией, иллюстрациями, ссылками на тематические ресурсы, конспектами, тестами для самопроверки, интерактивными тренажёрами. Платформа портала обеспечивает обратную связь с обучающимися — возможность задать вопрос учителю. Материалы постоянно обновляются и пополняются, ресурс свободен от рекламы.
Бо́льшая часть материалов портала находится в открытом доступе, а русский язык, математика, алгебра, геометрия, физика и химия — по абонементу.
На базе портала с видеоуроками работает Домашняя школа «ИнтернетУрок» — онлайн-школа с 1 по 11 классы. Обучение проходит в одном из трёх форматов на выбор (по мере возрастания возможностей):
- экспресс — ученикам доступна библиотека видеоуроков, выстроенная в соответствии с ФГОС РФ программа обучения, видеозаписи консультаций;
- с учителем — домашние задания с проверкой учителями и оценками, общение с педагогами в чате;
- с зачислением — зачисление в школу-партнёр и получение аттестата государственного образца.

Также с 2017 года работает отдел персональных наставников, которые помогают ученикам и их родителям в решении учебных и административных вопросов.
Показатели:
- Количество зарегистрированных пользователей платформы — 4 миллиона человек в России и за рубежом[3] (август 2021).
- Количество учеников — 17 500 в различных регионах России[4] и за рубежом (2021).
- РБК, рейтинг крупнейших российских платформ онлайн-образования за 2018—2019 годы — 13 позиция[5]. 16 место среди крупнейших EdTech-компаний за 2019 год[6].
- РБК, рейтинг крупнейших российских платформ онлайн-образования за I квартал 2020 года — 12 позиция[7].
- Присутствие в агрегаторе Google News —	более 10 тыс.

Количество материалов библиотеки видеоуроков (2021):
- видеоуроки — более 5000;
- конспекты — более 4300;
- тесты и тренажёры — более 14500.

## История
Портал ИнтернетУрок был основан в 2009 году М. И. Лазаревым, когда началась работа над библиотекой видеоуроков для школьников. К созданию видеоматериалов привлекались учителя и методисты Москвы и Санкт-Петербурга. В сентябре 2014 года заработала онлайн-школа «ИнтернетУрок» с 5 по 11 классы, в 2015 году была добавлена начальная школа с 1 по 4 классы.
В 2016 году «ИнтернетУрок» выиграл на фестивале «Семейное образование» в номинациях «Лучшая виртуальная школа», «Обучающий сайт года», в 2018 году — в номинации «Лучшая виртуальная школа».
В 2017 году в образовательный процесс онлайн-школы «ИнтернетУрок» была внедрена система электронного тестирования и генерации заданий «ЯКласс», компании-резидента «Сколково». Также часть контента библиотеки видеоуроков стала доступна по абонементу.
В 2018 и в 2019 годах ИнтернетУрок вошел в рейтинги РБК: «35 крупнейших EdTech-компаний России» и рейтинг крупнейших российских платформ онлайн-образования по итогам 2019 года.
Осенью 2019 года ИнтернетУрок стал резидентом Инновационного центра «Сколково».
В марте 2020 года Министерство просвещения инициировало создание ресурса по дистанционному образованию для учителей с видеокурсами по организации онлайн-уроков. Организатором ресурса выступила некоммерческая организация — союз «Профессионалы в сфере образовательных инноваций», а в число создателей курсов для преподавателей вошел ИнтернетУрок наряду с другими образовательными платформами, включая Учи.ру, Тотальный диктант, Яндекс.Учебник, Skyeng и другие.
В связи с введением ограничительных мер и режима самоизоляции по России, весной 2020 года школы вынужденно перешли на дистанционное обучение. ИнтернетУрок был в числе образовательных платформ, которые активно использовались учителями и школьниками во многих регионах. Министерство просвещения РФ рекомендовало школам пользоваться онлайн-ресурсами для обеспечения дистанционного обучения, включая ИнтернетУрок и другие платформы.
В апреле 2020 года Минкомсвязи РФ включило ИнтернетУрок в перечень социально значимых сайтов и онлайн-сервисов, созданный в целях «информационной поддержки граждан в условиях распространения новой коронавирусной инфекции».
На май 2021 года ИнтернетУрок занимает 14 место в рейтинге российских компаний EdTech по выручке от РБК Тренды и Smart Ranking.
Количество учеников на конец учебного года:
- Весна 2017: 900;
- Весна 2018: 3100;
- Весна 2019: 7000;
- Весна 2020: 14 000;
- Весна 2021: 17 500[2].

География:
- 2015-2016: ученики из 26 стран мира, включая США, Канаду, Казахстан, Турцию, Камбоджу, Колумбию, Испанию, Францию, Израиль, ЮАР, Японию и другие.
- 2017-2018: ученики из 63 стран мира. В десятку стран с наибольшим количеством учеников вошли Россия, Казахстан, Турция, США, ОАЭ, Китай, Таиланд, Южная Корея, Израиль, Канада
- 2018: ученики из 82 стран.
- 2019-2020: более 90 стран[2].
- 2021: 97 стран.

## Основатель проекта

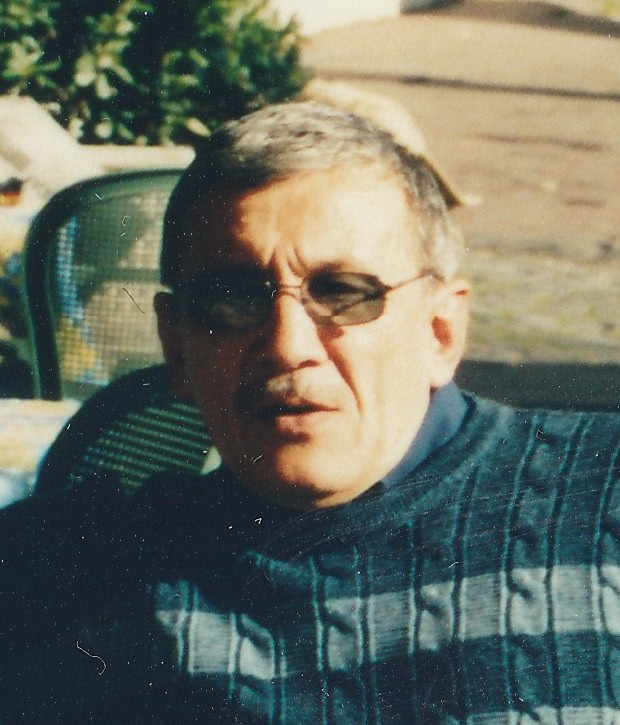
М. И. Лазарев (2000)

Михаил Иванович Лазарев (3 июля 1946 — 20 мая 2021) — предприниматель, изобретатель, просветитель, эссеист, основатель образовательного проекта ИнтернетУрок, фармацевтической компании Аквион, научно-популярного фестиваля Geek Picnic и галереи «Milli.Art».
Родился 3 июля 1946 года в Омске. Окончил факультет аэрофизики и космических исследований Московского физико-технического института (1964—1970). Кандидат физико-математических наук. Автор научных трудов и патентов на изобретения. Занимался предпринимательством в области высоких технологий (с 1989). Основал фармацевтическую компанию «Аквион» (2002) и бренд витаминов «Алфавит». Соавтор патентов, на основании которых созданы препараты «Алфавит» и «Кудесан». Основал школьный образовательный проект InternetUrok.ru (2010).